# Bentoscópio

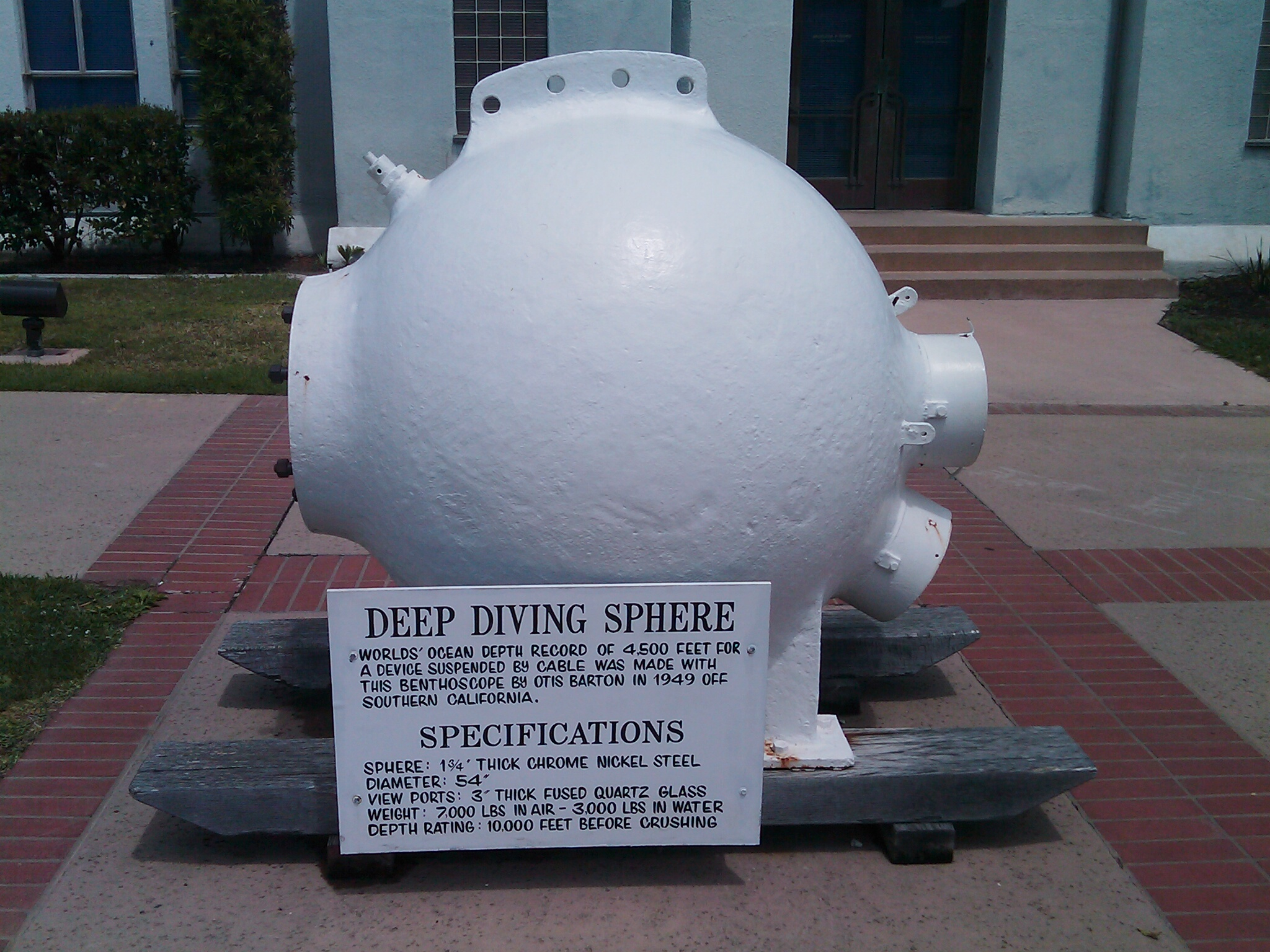
Bentoscópio em exposição no Los Angeles Maritime Museum.

O Bentoscópio é um submergível para mergulhos profundos, projetado por Otis Barton, após a Segunda Guerra Mundial. No final de 1948, Barton fez uma parceria com a Watson-Stillman, companhia fabricante da primeira batisfera, e acertou o pagamento de US$ 16.000 para a produção de uma nova estrutura, incluindo vidros e acessórios, destinados a seu novo projeto. A entrega do equipamento estava prevista para o verão do ano seguinte, e ele assumiria a responsabilidade de sua montagem.
Semelhante à batisfera, o bentoscópio foi construído para resistir a pressões mais elevadas, em profundidades acima de 3.000 m (10.000 pés). O seu diâmetro interior era de 1,4 m (4,5 pés), e a espessura da parede tinha 44,5 mm (1,75 polegadas). O seu peso era de 7 toneladas (6,350 kg), um aumento de peso de 726 kg (1.600 libras) em relação à batisfera. Duas janelas de quartzo fundido foram instaladas, uma à frente e outra na diagonal de baixo. 
Outros elementos seguiam o design da batisfera, com oxigênio fornecido por cilindros. O cloreto de cálcio e a cal sodada foram utilizados para absorver a umidade e o CO2, respectivamente. Em agosto de 1949, Barton estabeleceu um novo recorde de profundidade em uma descida de solo a 4.500 pés, o que continua a ser o mergulho mais profundo por um submersível suspenso por um cabo.
O bentoscópio está em exposição na frente do Los Angeles Maritime Museum, em San Pedro, Califórnia.